# Question: Are We Not Men? Answer: We Are Devo!
| Recensione | Giudizio       |
| ---------- | -------------- |
| Discogs    |                |
| All Music  |                |
| Ondarock   | Pietra miliare |

Q: Are We Not Men? A: We Are Devo! è il primo album della band new wave statunitense Devo, prodotto da Brian Eno e pubblicato dalla Warner Bros. Records nel 1978. Nel 2009, l'album è stato inserito dalla rivista Rolling Stone, al 442º posto nella lista dei 500 migliori album di tutti i tempi. Raggiunse il 12º posto nella Official Albums Chart britannica e il 78° nella Billboard 200 statunitense.

## Produzione
Nel 1977, sia David Bowie che Iggy Pop, Brian Eno e Robert Fripp ascoltarono le registrazioni dei Devo e si offrirono per produrre l'album. Al concerto di debutto nel 1977 a New York, Bowie commentò: "questa è la band del futuro". La produzione fu assegnata a Eno e le registrazioni vennero realizzate nello studio di Conny Plank a Colonia (Germania) con la collaborazione di Bowie. Solo i brani Come Back Jonee e Shrivel-Up furono registrati negli studi Different Fur di San Francisco ma vennero missati insieme agli altri al Conny's Studio di Plank. Eno finanziò le spese per i voli di trasferimento della band e per le registrazioni in cambio di una percentuale sui contratti del gruppo.
I lavori di distorsione eseguiti da Eno sulle registrazioni incontrarono le resistenze dei membri del gruppo, che li adottarono solo in 3 o 4 brani.

## Pubblicazioni
Il disco fu pubblicato per la prima volta nei formati in vinile (BSK 3239), super8 (M8 3239) e musicassetta (M5 3239) negli Stati Uniti dalla Warner Bros. Records nell'agosto del 1978. Uscì nel Regno Unito il 1º settembre dello stesso anno per la Virgin Records (V 2106), che lo mise in vendita anche in alcune versioni con il vinile di differenti colori. Il disco ebbe un buon successo anche in Giappone, dove fu pubblicato da una sussidiaria della Warner Bros.
La prima versione in CD fu pubblicata nel 1988 negli Stati Uniti dalla Warner Bros. (3239-2). Alcune edizioni sono uscite con diversi bonus track di concerti dal vivo tenuti dai Devo. L'album ha ottenuto un disco d'oro negli USA nel luglio del 2007 ed uno d'argento nel Regno Unito nel gennaio 1979. Tra le ultime edizioni, vi sono quelle in CD (521441-2) e su vinile (3239-1) della Warner Bros. del 2009.

## Tracce
1. Uncontrollable Urge – 3:09 - (Mark Mothersbaugh)
2. (I Can't Get No) Satisfaction – 2:40 - (Mick Jagger, Keith Richards)
3. Praying Hands – 2:47 - (Gerald V. Casale, M. Mothersbaugh)
4. Space Junk – 2:14 - (G.V. Casale, B. Mothersbaugh)
5. Mongoloid – 3:44 - (G.V. Casale)
6. Jocko Homo 3:40 - (M. Mothersbaugh)
7. Too Much Paranoias – 1:57 - (M. Mothersbaugh)
8. Gut Feeling/(Slap Your Mammy) – 4:54 - (M. Mothersbaugh, Bob Mothersbaugh, G.V. Casale)
9. Come Back Jonee - 3:47 - (G.V. Casale, M. Mothersbaugh)
10. Sloppy (I Saw My Baby Gettin') – 2:40 - (M. Mothersbaugh, B. Mothersbaugh, G.V. Casale, Gary Jackett)
11. Shrivel Up – 3:05 - (G.V. Casale, M. Mothersbaugh, B. Mothersbaugh)

## Formazione
- Bob Casale - chitarra ritmica, tastiere, occasionalmente voce d'accompagnamento
- Gerald V. Casale - basso, tastiere, voce principale
- Bob Mothersbaugh - chitarra principale, voce d'accompagnamento
- Mark Mothersbaugh - tastiere, occasionalmente chitarra, voce principale
- Alan Myers - batteria

### Tecnici
- Brian Eno – produttore
- Conny Plank - ingegnere del suono (tutti i brani eccetto Shrivel-Up e Come Back Jonee)
- Patrick Gleeson – ingegnere del suono (solo i brani Shrivel-Up e Come Back Jonee)